# والتر دبليو. أوستين
والتر دبليو. أوستين (بالإنجليزية: Walter W. Austin)‏ هو سياسي أمريكي، ولد في 22 سبتمبر 1880 في الولايات المتحدة، وتوفي في 12 يوليو 1951 في الولايات المتحدة. حزبياً، نشط في الحزب الجمهوري. وقد انتخب عمدة سان دييغو ‏.